# (5246) Migliorini
(5246) Migliorini es un asteroide perteneciente al grupo de los asteroides que cruzan la órbita de Marte descubierto por Edward Leonard George Bowell el 26 de julio de 1979 desde la Estación Anderson Mesa de Flagstaff, Estados Unidos.

## Designación y nombre
Migliorini se designó al principio como 1979 OB.
Más tarde, a sugerencia de A. Cellino, D. Davis, M. Di Martino, P. Farinella y V. Zappalà, y avalado por otros investigadores de cuerpos menores, recibió su nombre en honor del astrónomo Fabio Migliorini (1971-1997), muerto en un accidente de montañismo.

## Características orbitales
Migliorini orbita a una distancia media del Sol de 2,224 ua, pudiendo acercarse hasta 1,594 ua. Tiene una excentricidad de 0,2835 y una inclinación orbital de 5,626°. Emplea 1212 días en completar una órbita alrededor del Sol.